# Copiphana moreana
Copiphana moreana är en fjärilsart som beskrevs av Thurner 1967. Copiphana moreana ingår i släktet Copiphana och familjen nattflyn. Inga underarter finns listade i Catalogue of Life.